# عظم حاجزي
العظمة الأنفية أو العظم الحاجزي أو الميكعة (بالإنجليزية: Vomer)‏ هي إحدى عظام الجمجمة المفردة. تتوضع العظمة الأنفية على الخط الناصف، وتتلامس مع كل من العظم الوتدي والعظم الغربالي والعظمين الحنكيين الأيمن والأيسر ومع الفكين العلويين الأيمن والأيسر.